# Anomala rubrucollis
Anomala rubrucollis är en skalbaggsart som beskrevs av Lansberge 1886. Anomala rubrucollis ingår i släktet Anomala och familjen Rutelidae. Inga underarter finns listade i Catalogue of Life.